# Thomas Quellinus

Hochaltar der Lübecker Marienkirche (Bild von 1906)

Thomas Quellinus (* ca. März 1661 in Antwerpen; † September 1709 in Antwerpen) war ein hauptsächlich in Kopenhagen tätiger flämischer Bildhauer des Barocks aus der Künstlerfamilie Quellinus.

## Leben
Er wurde als Sohn des Artus Quellinus d. J. geboren, bei dem er auch die erste berufliche Unterweisung erhielt. Danach arbeitete er zunächst in London mit seinem Bruder Artus Quellinus III. Ab Mitte 1689 kam er nach Kopenhagen, um die Ausführung des von seinem Vater geschaffenen Grabmals für den Feldmarschall Hans von Schack in der Trinitatis Kirke zu überwachen, und war sodann dort in eigener Werkstatt tätig. Die flämischen Bildhauerwerkstätten des Barock waren keine Kleinbetriebe, sondern nach heutigen Maßstäben als große Handwerksbetriebe organisiert. Insofern lag bei Thomas Quellinus sicherlich die Entwurfs- und Leitungskompetenz. Seine Handschrift lässt sich also am sichersten an den aus Terrakotta von ihm selbst modellierten Bozzetti erkennen, von denen sich einige in der Sammlung der Königlichen Museen der Schönen Künste in Brüssel erhalten haben. In der Ausführung griff er jedoch auf von ihm überwachte Gesellen und Gehilfen zurück, die sich teilweise später als seine Schüler, wie Hieronymus Hassenberg in Lübeck, Just Wiedewelt in Kopenhagen und Alexander van Papenhoven in Antwerpen, einen eigenständigen Ruf erwarben. Quellinus erwarb sich so in Nordeuropa rasch einen Namen. Aus seiner Werkstatt entstammen allein gut 25 bedeutende große Grabmale. 1707 kehrte er nach Antwerpen zurück. Das Grabmal Schack, das Quellinus nach Dänemark geführt hatte, wurde bereits 1728 beim Brand von Kopenhagen zusammen mit eigenen Werken von Thomas Quellinus schwer beschädigt. Außer dessen Resten und der Büste vom Grabmal des Aalborger Bischofs Henrik Bornemann ist gerade an der Hauptstätte seines Wirkens nichts weiter erhalten. Die serielle Fertigungsweise der Werkstatt wurde in der Kunstgeschichte erst seit Mitte der 1980er Jahre erkannt und führte zur Bestätigung von Zuschreibungen. So bestehen deutliche Übereinstimmungen zwischen den Allegorien im Dom von Arhus und den Parkskulpturen in Petersburg.

## Werk

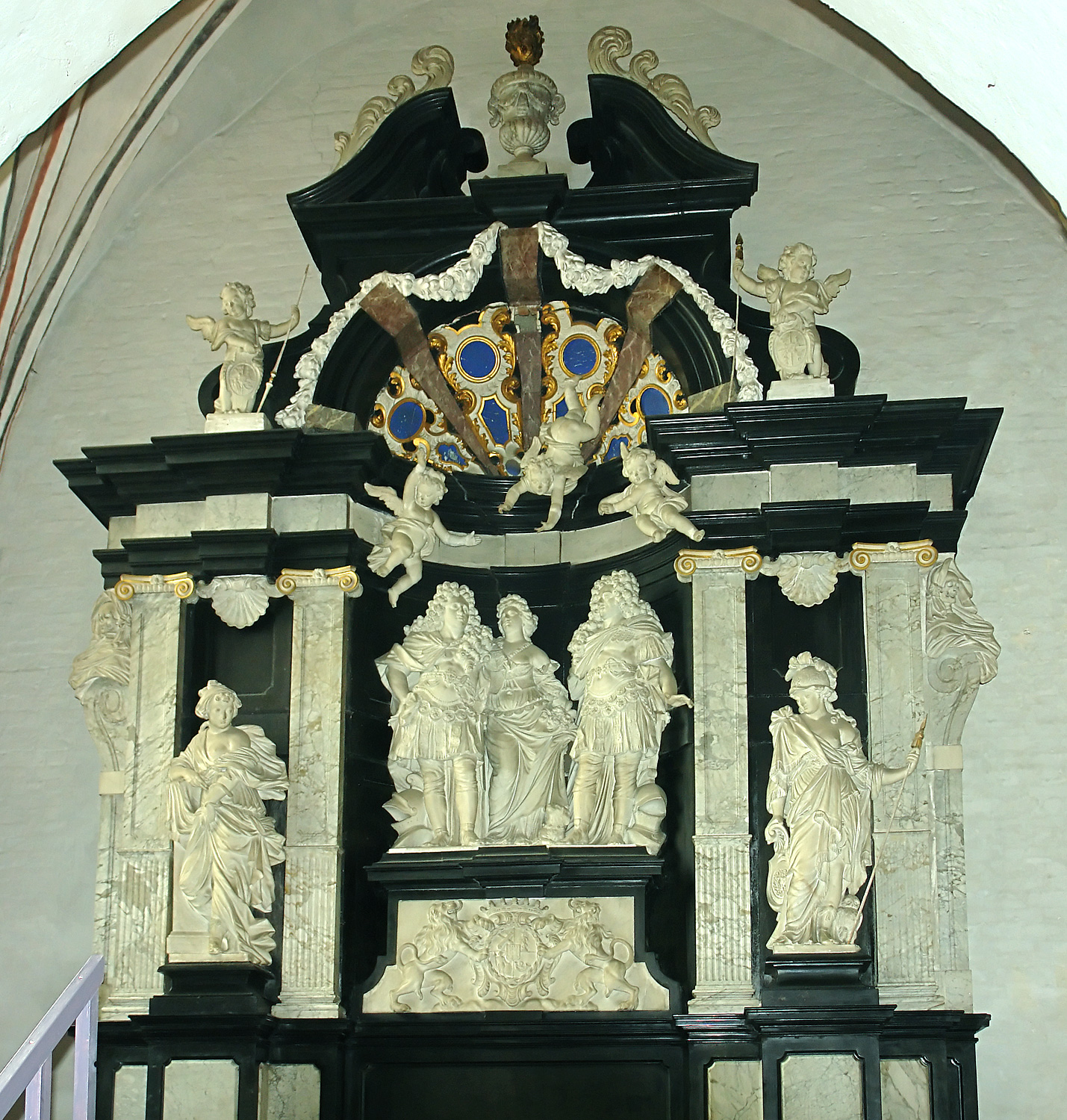
Marselis-Kapelle

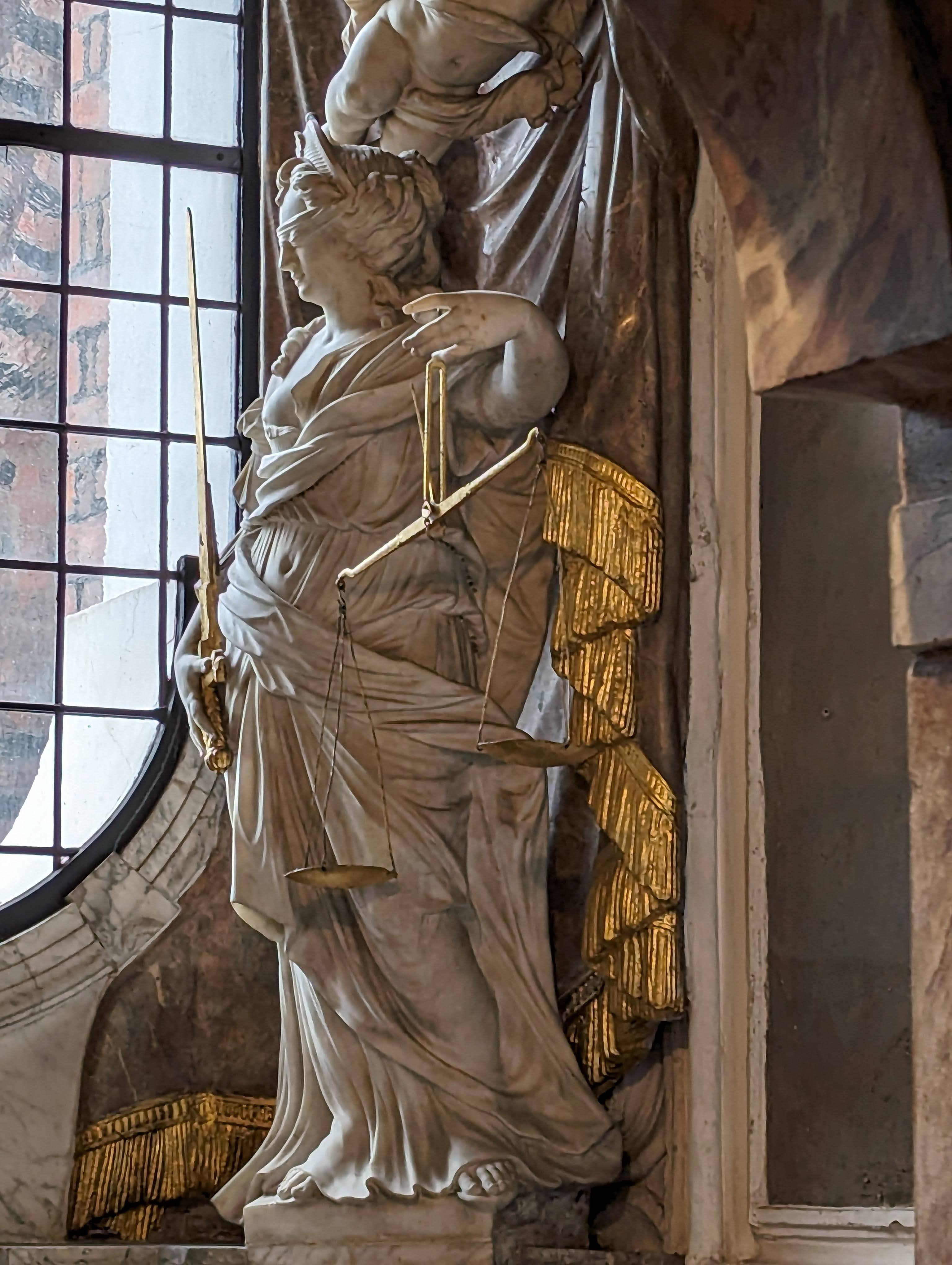
Justitia in der Lente-Kapelle im Lübecker Dom

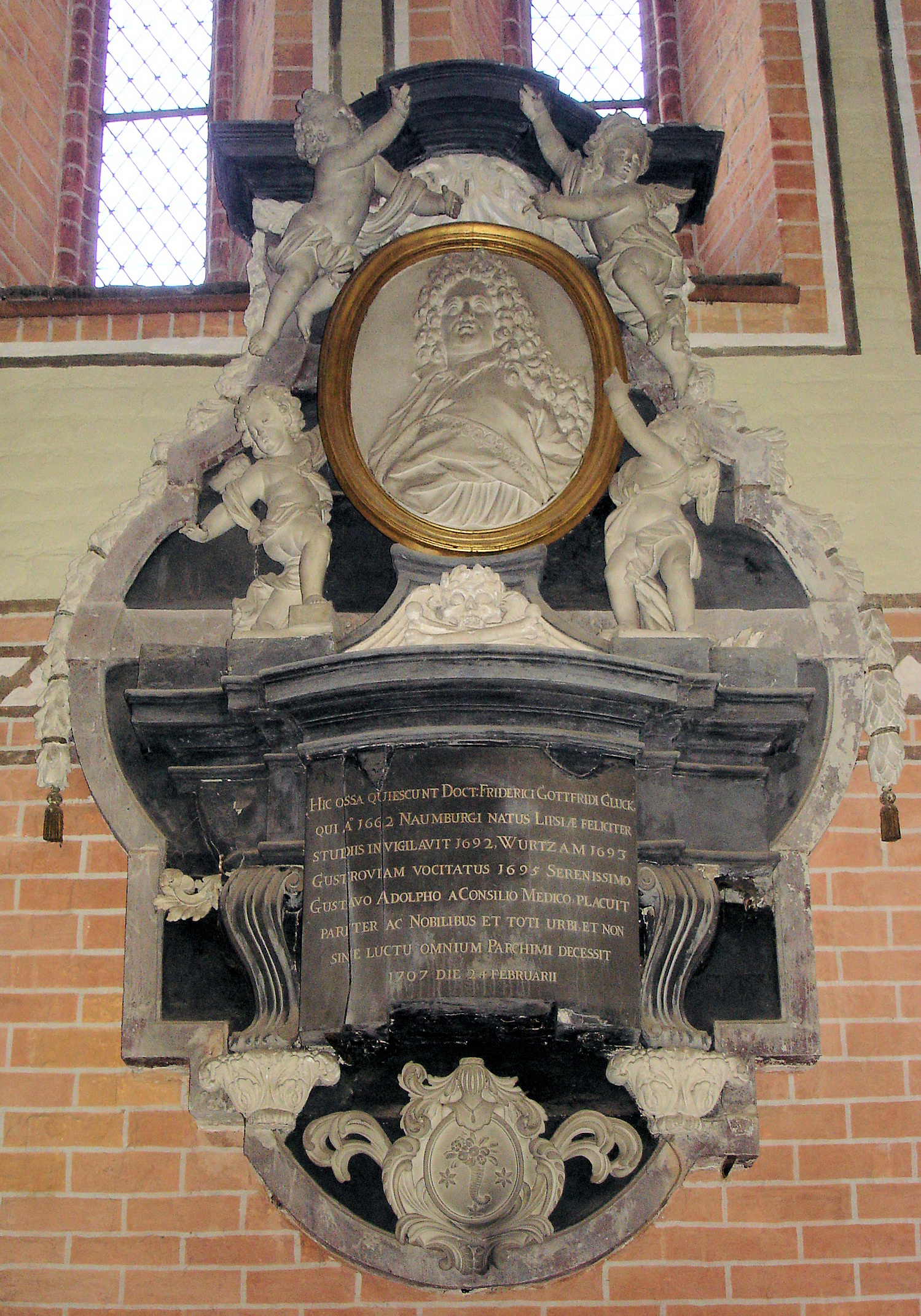
Epitaph Glück im Güstrower Dom

### Grabmale und Epitaphien
Quellinus wurde hauptsächlich durch seine Grabmalproduktion berühmt. Er schuf eine neue Form, das „Staffage“-Epitaph, das weit stärker als die traditionelle Form auf Elemente des Andachtsbildes verzichtete und ganz der ausgeprägten und nach außen gerichteten Selbstdarstellung der Stifter diente. Viele seiner prachtvollen Grabmale zieren heute noch Kirchen in ganz Dänemark. Im Dom von Århus schuf Quellinus mit der Marselis-Kapelle, dem Grabmal für Constantin Marselis, Sophie Charisius und Peder Rodsteen, das größte erhaltene barocke Grabmal in Dänemark. Weitere Werke befinden sich in der Kirche von Auning für den dänischen Adligen Jørgen Skeel (1656–1695), der 1691 die 13-jährige Benedicte Margrethe Brockdorff aus Holstein geheiratet hatte. An den Bischof und Barockdichter Thomas Kingo erinnern sein Epitaph in Slangerup und seine Grabkapelle in der Fraugde Kirke bei Odense.
Weitere Epitaphien von Thomas Quellinus befinden sich in Kirchen in Schleswig-Holstein und Mecklenburg. Für den Lübecker Dom schuf er das fürstbischöfliche Grabmal für August Friedrich von Schleswig-Holstein-Gottorp und die Grabkapelle für den dänischen Kanzler Johann Hugo von Lente. Als Folge des Fredenhagen-Altars erhielt Quellinus vier Aufträge für Epitaphien in der Lübecker Marienkirche: für den Ratsherrn Hartwich von Stiten, gefertigt 1699, den Ratsherrn Adolf Brüning, gefertigt 1706, den Bürgermeister Hieronymus von Dorne († 1704) sowie den Bürgermeister Anton Winckler (1707), das als einziges unbeschädigt geblieben ist. Die anderen wurden in der ersten Phase des Wiederaufbaus zunächst bewusst vernachlässigt und erst ab 1973 in mehreren Etappen soweit möglich restauriert.
Nach dem Entwurf von Quellinus entstand auch die Grabkapelle und das Grabmal für die Familie von Cai Lorenz von Brockdorff auf Kletkamp an der Marienkirche von Kirchnüchel in Holstein (1709) sowie der Sarkophag des dänischen Großkanzlers Conrad von Reventlow im Schleswiger Dom. In der Stadtkirche in Heiligenhafen befindet sich sein Epitaph für den Seefahrer Moritz Hartmann.
In Mecklenburg befindet sich im Güstrower Dom das Epitaph des 1707 verstorbenen herzoglichen Medizinalrates Friedrich Gottfried Glück.

### Fredenhagen-Altar
Quellinus schuf einen Altaraufbau, sein größtes und bedeutendstes Werk. Der meist nach seinem Stifter Thomas Fredenhagen als Fredenhagen-Altar bezeichnete Altar war der barocke Hochaltar der Lübecker Marienkirche. Die zuvor in Kopenhagen gefertigten Skulpturen wurden 1697 nach Lübeck gebracht; eingeweiht wurde der Altar aus weißem und schwarzem belgischen Marmor und Säulen aus Adneter Rotmarmor am 15. August 1697. Er wurde beim Bombenangriff auf Lübeck und dem anschließenden Brand der Marienkirche im März 1942 schwer beschädigt. Die durchaus wiederherstellungsfähige Ruine wurde 1959 durch Beschluss des Kirchenvorstands auf Antrag des damaligen Bischofs Heinrich Meyer abgebaut. Eine im Beschluss zunächst vorgesehene Umsetzung in die Greveradenkapelle im Nordturm, die auch Bedingung für die Zustimmung des staatlichen Denkmalausschusses vom 7. Juli 1958 zum Abbruch war, wurde nicht verwirklicht; die Einzelteile wurden stattdessen in der Petrikirche eingelagert, von wo aus sie in den späten 1970er Jahren wieder zurückkehrten. Einzelteile wie die Abendmahlsdarstellung der Predella und die Kreuzigungsgruppe wurden 1977 im Zusammenhang der Hamburger Ausstellung Barockplastik in Norddeutschland teilrestauriert und 1978 im Chorumgang der Marienkirche aufgestellt. 1982 kamen die aus Bruchstücken rekonstruierten Seitenfiguren Glaube und Hoffnung sowie die Figur des auferstandenen Christus hinzu. Die zum Altar gehörige Büste des Stifters Thomas Fredenhagen befindet sich zusammen mit dem Gipsmodell und dem ebenfalls zum Altar gehörenden Wappen heute im Lübecker St.-Annen-Museum.
Die anhaltenden Diskussionen über einen Wiederaufbau des Altars führten dazu, dass beim Architektenwettbewerb zur Neugestaltung des Innenraums ab 2025 der Wiederaufbau des Altars als ein Kriterium ausdrücklich festgeschrieben wurde.

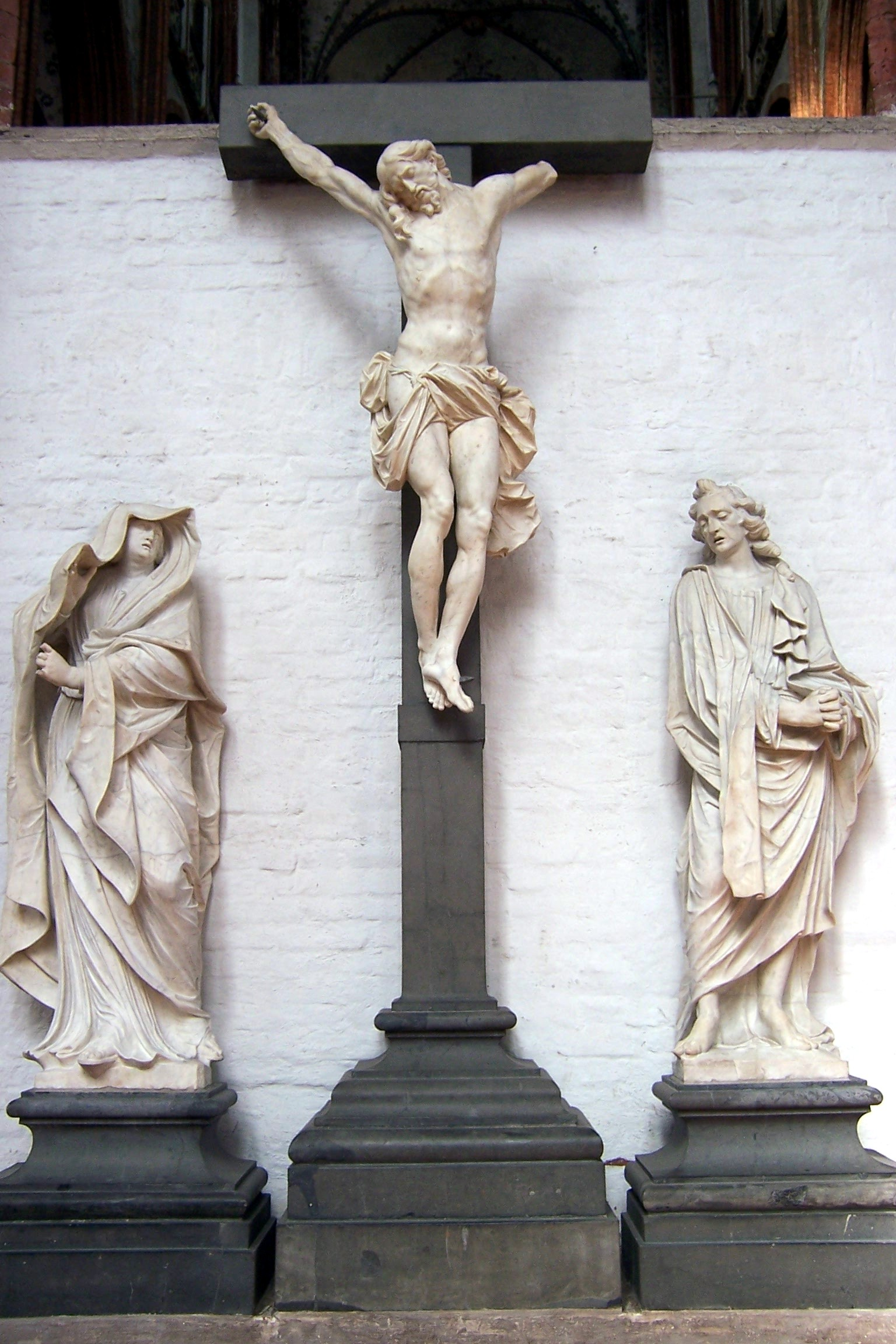
Kreuzigungsgruppen-Fragment, aufgestellt im Chorumgang von St. Marien (Zustand 2008)
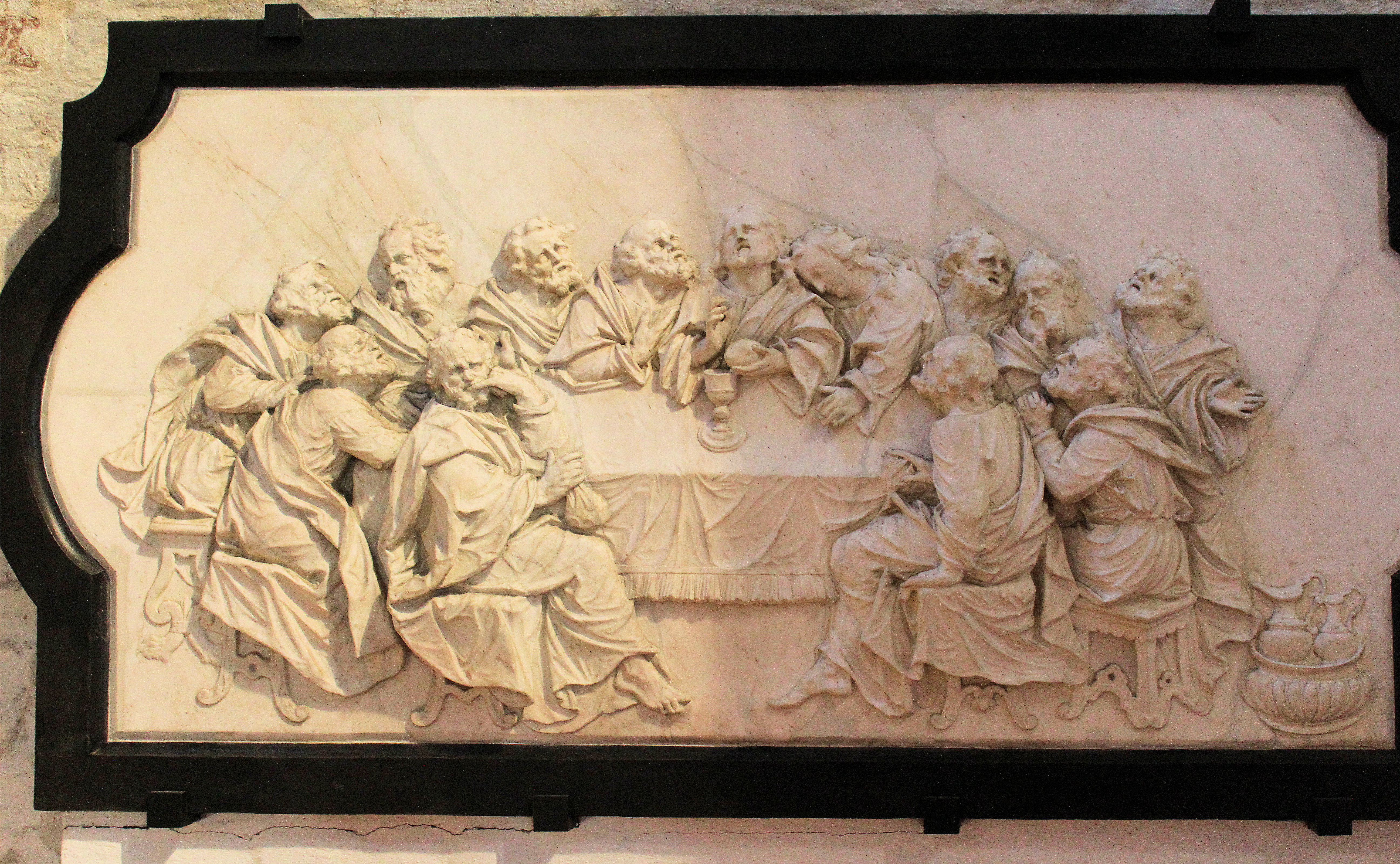
Predella
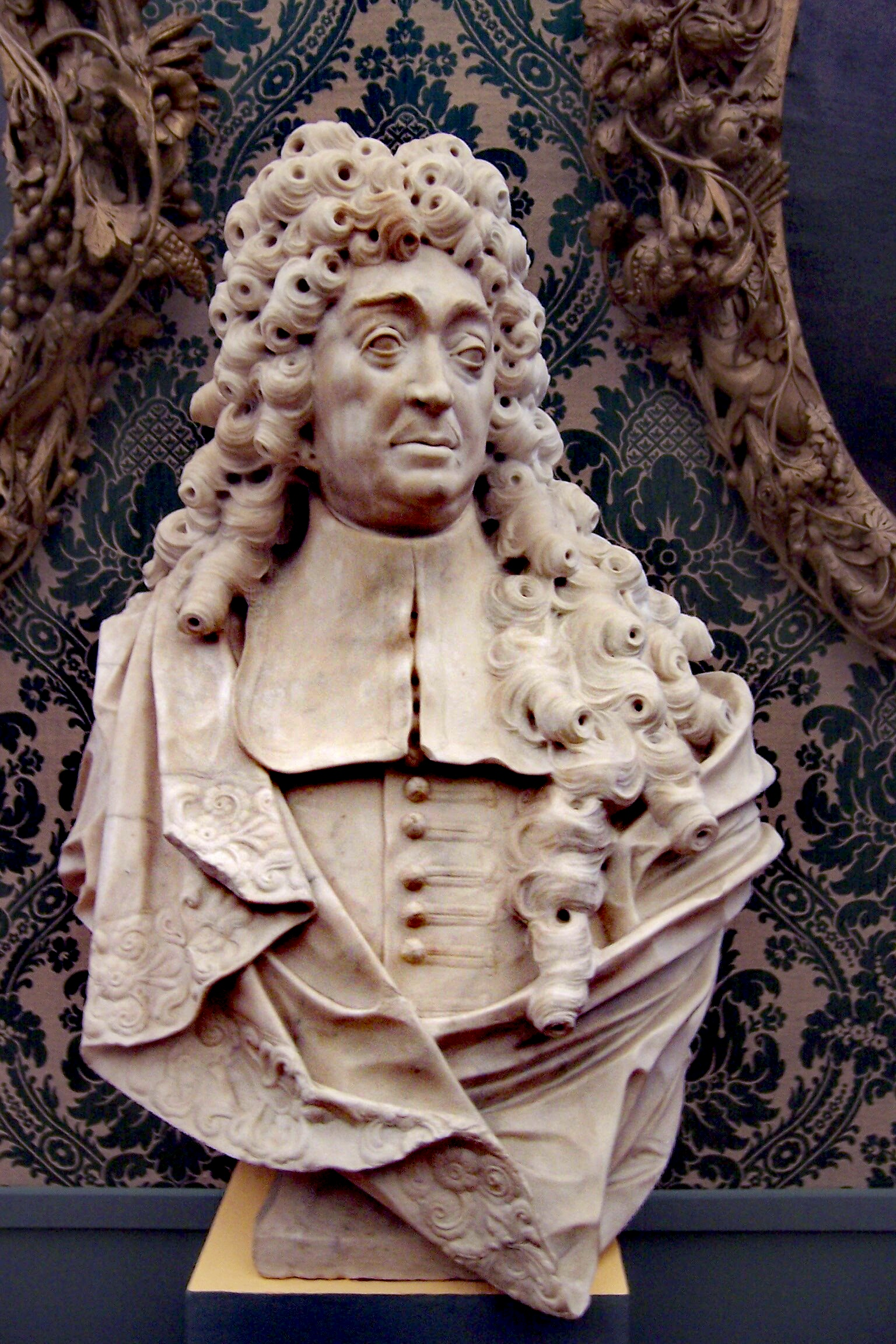
Büste des Stifters im St. Annen-Museum (2009)

### Gartenskulptur

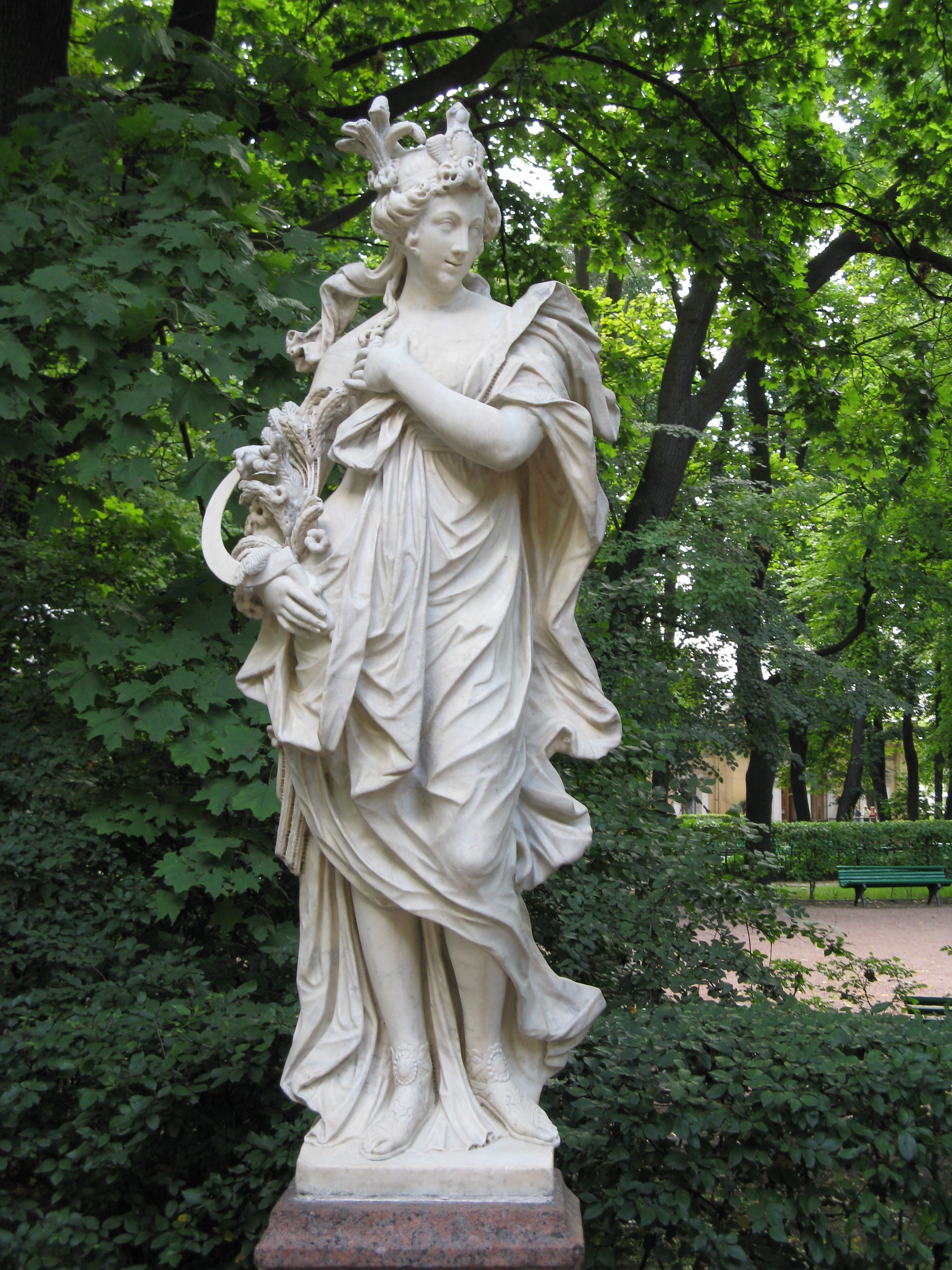
Ceres

Im von Peter dem Großen angelegten Sommergarten (Sankt Petersburg) finden sich heute noch drei Statuen von Thomas Quellinus. Es wird vermutet, dass diese (identifiziert als Minerva oder Athene, Ceres und Nymphe oder Flora(?)) eventuell der Rest einer größeren Gruppe sind.
Im Schloss Wilanów befindet sich eine Frauenbüste von Thomas Quellinus. Die Diskussion um die Zuschreibung weiterer Skulpturen auf diesem Schloss bei Warschau ist noch nicht abgeschlossen.